# داودکلااستانه سر
داوودکلااستانه سر، روستایی از توابع بخش لاله‌آباد شهرستان بابل در استان مازندران ایران است.
دارای دوامامزاده به نام های امامزاده عزیزالله و هیبت الله،پایگاه بسیج شهید فرامرز اسماعیلی.

## جمعیت
این روستا در دهستان لاله‌آباد قرار دارد و براساس سرشماری مرکز آمار ایران در سال ۱۳۸۵، جمعیت آن ۳۵۲ نفر (۹۴خانوار) بوده‌است.